# Cementiri Vell de Santa Coloma de Gramenet
El Cementiri Vell de Santa Coloma de Gramenet era un recinte funerari, del qual es conserven quatre elements, dos dels quals, el panteó de la família Segarra i el panteó de la família Segarra Canyet són al lloc original i estan catalogats com a béns culturals d'interès local. El portal (també catalogat com a BCIL) i el panteó de la família Gordi es van traslladar a un espai lliure entre els nínxols del cementiri nou.

## Història
Antigament hi va haver un cementiri parroquial al costat de l'antiga església barroca de Santa Coloma, on actualment hi ha l'església de Sant Josep Oriol. A causa de les males condicions, l'Ajuntament va construir un de nou en uns terrenys cedits per la Família Sagarra a l'est del centre de Santa Coloma de Gramenet, que fou inaugurat el 21 de juliol de 1861. Inicialment només s'hi podia enterrar persones de confessió catòlica i fins al 1878 que fossin propietaris.
Va restar en funcionament fins al 1976, quan se substituí per un nou cementiri a la vora del riu Besòs. El 2004 s'hi van urbanitzar els jardins d'Ernest Lluch.

## Descripció
Els jardins d'Ernest Lluch s'ubiquen en l'antic emplaçament del Cementiri Vell, a l'est de Santa Coloma de Gramenet. L'antic recinte era un espai quadrangular, conformat per fileres de nínxols i amb un espai arbrat al centre, sobretot de xiprers.

### Panteó Sagarra
Va ser construït el 1909 després de la mort de Filomena de Castellarnau, esposa de Ferran de Sagarra. De planta circular, l'accés s'efectua a través d'una escala de pedra que condueix a una porta de ferro forjat de color verd i coure amb una creu i diverses inscripcions: Recordare jesu ple, Quod sum causa tua viae, Te me perdas illa die i Amen. La coberta interior és en forma de cúpula. L'espai soterrat és il·luminat, per llum natural a partir d'unes claraboies.

### Panteó Sagarra de Canyet
És de planta pentagonal de petites dimensions i coberta en forma de cúpula. S'hi entra a través d'un gran arc gaudinià i d'una porta de ferro semiel·líptica amb la inscripció: Germans pregam pels que aquí esperen la vinguda del Senyor. A l'interior, frontalment, hi ha un altar i al sostre s'hi observa una claraboia circular coberta per una piràmide.

### Portal
L'antiga porta d'accés està feta de ferro forjat i les mides són: 3.5 m d'alçada i 2.30 m d'ample. Cnsta de tres parts: abaix hi ha plaques de ferro i a la part superior dos parts amb barrots treballats. Hi ha la inscripció següent: «AÑ 1861», la data de la construcció. Actualment ha quedat com un element escultòric dins l'ampliació del cementiri nou situat al final de l'avinguda de Francesc Macià a la zona nord de Santa Coloma.